# 和田川ダム
和田川ダム（わだがわダム）は、富山県砺波市の一級河川庄川水系和田川に建設されたダムである。
富山県が管理する県営ダムで、高さ21.0メートルの重力式コンクリートダム。和田川の治水と高岡市・射水市・小矢部市への利水、および富山県企業局による公営水力発電を目的に、国庫の補助を受けて建設された補助多目的ダムであり、庄川水系では数少ない多目的ダムとして富山県西部地域の治水・利水（灌漑用水、工業用水や上水道源）に重要な役割を担っている。ダムによって形成された人造湖は、所在地の地名を採って増山湖（ますやまこ）と命名された。付近には増山城址公園やキャンプ場も隣接する。
ダム直下では、県営庄東第2発電所により発電が行われている（最大出力7,400kw）。

## 歴史
和田川総合開発事業の一環として、1962年（昭和37年）から1963年（昭和37年）に調査が実施された。
ダムに流入する水のほとんどが庄川用水合口堰堤からの取水で庄川の水の流域変更に伴う分水問題が発生し水利権に関わるとしてダム建設反対運動が発生したが、県は用水側取水実績の最大水量を認め、不足の水を境川ダムや利賀ダムの建設により補うことで決着となった。
1966年（昭和41年）7月、和田川ダムと庄東第二発電所の建設工事が開始され、同年11月15日、ダム定礎式が行われた。1968年（昭和43年）4月2日にはダム本体が完成し湛水開始、同年8月には満水となり庄東第二発電所の試運転が、同年11月16日には営業発電が開始された。
最終的にダムが竣工したのは、1969年（昭和44年）6月18日であった。